# Fermín Cacho
Fermín Cacho Ruiz (født 16. februar 1969 i Ágreda, Spanien) er en spansk atletikudøver (mellemdistanceløber), der vandt to OL-medaljer og to VM-medaljer.
Cachos første store internationale resultat var EM-sølv indendørs på 1500 meter løb i 1990. Året efter vandt han VM-sølv indendørs på samme distance.
Han deltog i 1500 meter løbet ved OL 1992 på hjemmebane i Barcelona. Her vandt han sit indledende heat og blev nummer to i semifinaleheatet. Finalen blev en taktisk affære, hvor tempoet ikke var så højt fra start. Storfavoritten, Noureddine Morceli fra Algeriet, blev lukket inde mod slutningen, mens Cacho fandt en åbning på indersiden og tog føringen med 250 m igen. Han holdt føringen og vandt med et halvt sekunds forspring til Rachid El-Basir fra Marokko, der vandt sølv ved lige akkurat at holde Mohamed Suleiman fra Qatar bag sig.
Ved VM i Stuttgart 1993 vandt han sølv på samme distance efter algieren Hassiba Boulmerka, og han vandt EM-guld i 1500 m løb i 1994.
Ved OL 1996 i Atlanta stillede han op for at forsvare sit OL-guld fra forrige lege. Han vandt sit indledende heat og blev nummer to efter Morceli i semifinalen, inden han i finalen måtte se Morceli hente den guldmedalje, som han ikke fik i 1992, men Cacho, der var blevet generet af marokkaneren Hicham El Guerroujs fald, blev med en stærk afslutning nummer to, mens kenyaneren Stephen Kipkorir blev nummer tre.
Ved VM i Athen 1997 vandt han sølv på 1500 m, og ved EM 1998 blev det til bronze. Ved VM 1999 blev han nummer fire, og da han året efter pådrog sig en akillesseneskade, måtte han indse, at hans karriere var ovre. Hans bedste tid i karrieren på 1500 m blev 3.28,95 minutter sat i 1997.